# 유엔 안전 보장 이사회 결의 제2712호
유엔 안전보장이사회 결의안 2712호는 2023년 11월 15일 가결되었다. 2023년 이스라엘-하마스 전쟁 동안 가자지구에 대한 인도적 중단 및 회랑을 요구하였다. 12개 회원국이 찬성표를, 러시아, 영국, 미국은 기권표를 던졌다.

## 투표 결과
안전보장이사회 상임이사국은 굵게 표시
| 찬성 (12개국)                                                                                                 | 기권 (3개국)           | 반대 (0개국) |
| --- | ---------------------- | ------------ |
| - 알바니아 - 브라질 - 중국 - 에콰도르 - 프랑스 - 가봉 - 가나 - 일본 - 몰타 - 모잠비크 - 스위스 - 아랍에미리트 | - 러시아 - 영국 - 미국 |              |

## 파장
결의안이 통과된 후 이스라엘 정부는 포로 교환을 허용하기 위해 하마스와의 휴전을 이행하라는 압력을 받았고, 11월 24일에 휴전이 시작되었다.
하지만 휴전은 11월 30일 가자 지구에서 전투 작전이 재개됨에 따라 종료되었다.

## 같이 보기
- 유엔 안전보장이사회 결의안 2701~2800 목록